# Francis Herbert Wenham
Francis Herbert Wenham (1824 – 1908) è stato un ingegnere, inventore e pioniere dell'aviazione inglese.
Depositò, nel corso della sua vita, numerosi brevetti: la più importante delle sue invenzioni fu probabilmente il progetto del primo microscopio stereoscopico davvero efficace, che risale agli anni intorno alla metà del XIX secolo. Nel campo dell'aviazione è ricordato per aver progettato, costruito e sperimentato nel 1871 la prima galleria del vento della storia, oltre che per aver effettuato una serie di importanti scoperte di aerodinamica e per aver escogitato una serie di soluzioni tecniche destinate ad avere applicazioni importanti.

## Primi anni
Francis Herbert Wenham nacque a Kensington, un quartiere benestante di Londra, nel 1824; figlio di un chirurgo dell'esercito britannico, nel corso della sua vita si trovò sempre in condizioni economiche agiate.
Wenham iniziò ad interessarsi di questioni tecniche e scientifiche fin da molto giovane, quando era ancora un ragazzino. All'età di 14 anni fu portato a vedere il collaudo di una nave sul Tamigi: essa, chiamata Archimedes, era stata costruita per dimostrare la superiorità delle moderne eliche a vite rispetto alle grandi ruote a pale in uso sui piroscafi di allora. Fu probabilmente in seguito a questa esperienza che l'interesse del giovane Wenham si concentrò sulle tecnologie della navigazione e maturò in lui la decisione di diventare un ingegnere navale e uno specialista di eliche.
A 17 anni venne assunto come apprendista da una compagnia di Bristol affiliata alla Great Western Railway, che in quel periodo stava lavorando alla costruzione del suo secondo transatlantico a vapore, la SS Great Britain. Entrò a far parte del gabinetto di progettazione come disegnatore, e vi incontrò alcuni dei più brillanti ingegneri del tempo: ad esempio Isambard Kingdom Brunel, il progettista della nave, e James Nasmyth, l'ingegnere scozzese che nel 1839 aveva inventato il maglio a vapore; con quest'ultimo rimase in stretti rapporti di amicizia per 40 anni.

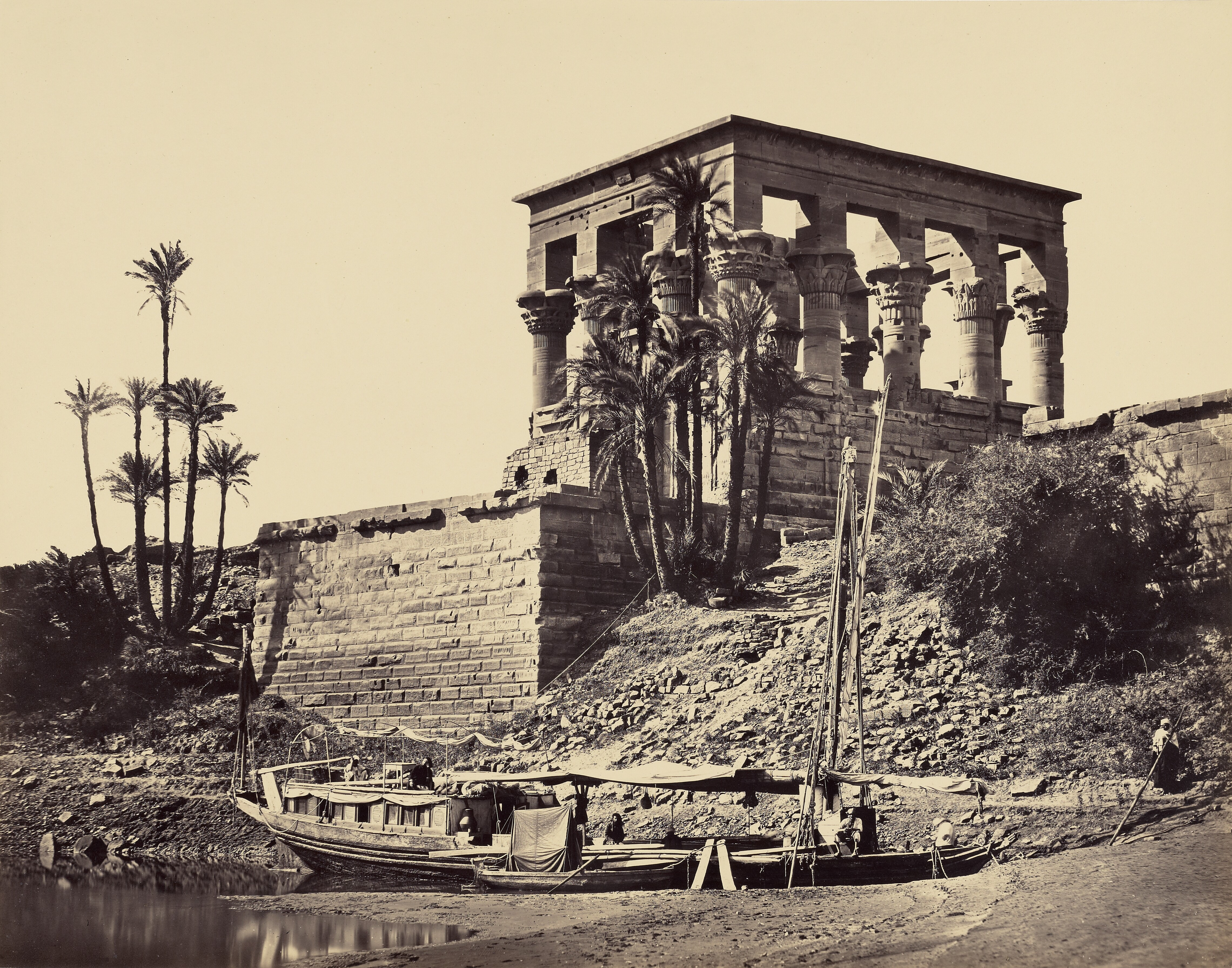
Una fotografia scattata in Egitto nel 1857 da Francis Frith, che accompagnò Wenham in un viaggio destinato ad avere importanti conseguenze.

Lasciata Bristol e terminato il periodo dell'apprendistato, Wenham iniziò la sua prolifica carriera di ingegnere; nel corso della sua vita progettò (e a volte costruì lui stesso) motori navali a vapore, eliche marine, motori a gas e ad aria calda, caldaie ad alta pressione e altri manufatti collegati perlopiù alla propulsione a vapore e alle costruzioni navali.

## La fotografia e la microscopia
Poco dopo aver compiuto i trent'anni, nel 1856, Wenham abbandonò temporaneamente le sue incombenze professionali e partì per una crociera sul Nilo a bordo di una nave che aveva progettato lui stesso. L'imbarcazione, che al termine del viaggio fu donata al viceré dell'Egitto, era spinta da ben quattro eliche e la caldaia generava vapore a una pressione di oltre 2 MPa, molto più di quanto era normale per le navi di allora. Wenham venne accompagnato in questo viaggio dal fotografo inglese Francis Frith; mentre quest'ultimo scattava le fotografie di paesaggi e monumenti che al ritorno in patria avrebbero fatto la sua fortuna, Wenham imparò alcune nozioni fondamentali di ottica che probabilmente ebbero una certa importanza allorché, più tardi, si dedicò agli studi nel campo della microscopia.
Wenham aveva guardato per la prima volta in un microscopio a 13 anni, ma non si era più interessato all'argomento fino all'età di 26 anni; allora, avendo sviluppato una notevole abilità nella manipolazione del vetro e del metallo, si dedicò con una certa assiduità alla microscopia, scrivendo diversi articoli e brevettando diverse invenzioni correlate a questa materia. Eseguì in prima persona osservazioni scientifiche microscopiche e fu anche tra i pionieri della fotomicrografia, cioè della fotografia di oggetti ingranditi per mezzo di un microscopio. Studiò costantemente il modo di migliorare i microscopi esistenti, progettò lui stesso alcuni obiettivi, e costruì molti piedistalli con caratteristiche diverse capaci di garantire la migliore illuminazione possibile del soggetto sul vetrino oppure di consentire misurazioni precise.
L'invenzione della stereoscopia (la tecnica che consente la percezione della tridimensionalità delle immagini) ad opera di Charles Wheatstone era stata annunciata nel 1838, e nel 1853 Wenham fu tra i primi a prendere in considerazione la possibilità di applicarla ai microscopi binoculari: scrisse diversi articoli sull'argomento, studiò i prismi necessari per ottenere immagini stereoscopiche di qualità e fece mettere in pratica alcune delle sue proposte da artigiani specializzati (studiò in totale 17 progetti di microscopio binoculare, di cui solo una parte furono costruiti). Prima del 1860 aveva portato a termine la costruzione di quello che molti considerano il primo microscopio stereoscopico efficiente della storia.

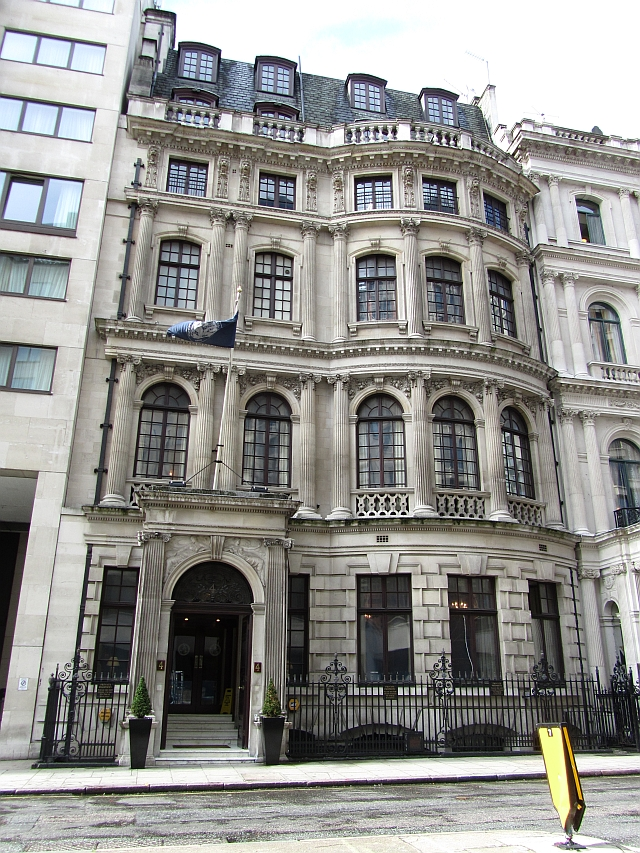
L'edificio che ospita la sede della Royal Aeronautical Society al numero 4 di Hamilton Place, a Londra.

## L'aviazione
Nonostante i suoi risultati importanti nei campi già citati dell'ingegneria navale e della microscopia, Wenham è oggi ricordato principalmente per i suoi contributi al progresso delle scienze aeronautiche, con particolare riferimento all'aerodinamica – una disciplina che nell'Ottocento era raramente oggetto di uno studio approfondito e rigorosamente scientifico. L'aviazione rimase sempre un interesse cui Wenham si dedicò solo nel suo tempo libero, ma le sue osservazioni furono sempre approfondite e i suoi ragionamenti rigorosi, tanto che alcune delle sue intuizioni e scoperte (tanto precoci da fare sì che egli sia in realtà annoverato tra i precursori del volo più che tra i pionieri) ebbero influenze determinanti su tutti i più importanti sperimentatori di macchine volanti successivi, e in molti casi sono considerate pienamente valide ancora oggi. Tra i principali contributi di Wenham all'aviazione si ricordano: la scoperta che un elevato fattore di allungamento alare migliora le caratteristiche aerodinamiche di un'ala; l'idea di sovrapporre diverse ali per ottenere maggiore portanza; l'intuizione della necessità di generare una variazione asimmetrica della portanza prodotta dalle due semiali (e quindi dell'insufficienza di un semplice timone) per poter eseguire una vera e propria virata; e la costruzione della prima galleria del vento della storia. Inoltre, fu Wenham a coniare la parola inglese aeroplane, poi ricalcata dall'italiano con "aeroplano".

### L'allungamento alare e il multiplano
Nel gennaio del 1866 venne fondata a Londra la Royal Aeronautical Society, un'associazione di scienziati e ingegneri che si poneva l'obiettivo di stimolare e favorire il progresso dell'aviazione anche nel campo dei velivoli "più pesanti dell'aria", con particolare attenzione per lo studio dei problemi legati alla fisica del volo. Wenham, cofondatore dell'associazione, tenne un importante discorso in occasione della prima riunione dei membri della società il 27 giugno 1866: si trattò di una lezione, intitolata On Aerial Locomotion and the Laws by which Heavy Bodies Impelled through Air are Sustained ("Sulla locomozione aerea e sulle leggi in base alle quali i corpi pesanti immersi in un flusso d'aria ricevono sostentamento"), in cui riassumeva i risultati delle sue osservazioni, dei suoi esperimenti e degli studi di aerodinamica.
La scoperta più importante che venne esposta in questa occasione aveva le sue radici nello stesso viaggio in Egitto che aveva portato Wenham a iniziare a interessarsi di fotografia: era stato infatti al Cairo, nel 1858, che l'ingegnere inglese aveva per la prima volta studiato da vicino le ali degli uccelli e aveva cercato di costruire intorno alle sue osservazioni un modello teorico. Wenham aveva scoperto, primo, che è la curvatura dell'ala il fattore principale che garantisce la portanza (cioè la spinta verso l'alto) e, secondo, che la massima portanza si genera vicino al bordo anteriore dell'ala. Da questa sua seconda scoperta provenne la deduzione che ali con elevata apertura e corda ridotta (cioè lunghe e strette) garantiscono prestazioni migliori in termini di forza portante generata, perché hanno un bordo d'attacco di maggiore estensione a parità di peso e superficie: ancora oggi per le macchine volanti che necessitano di portanze elevate a velocità non troppo alte (come, tipicamente, gli alianti) si preferiscono ali di questo tipo, caratterizzate da un elevato fattore di allungamento (cioè da un elevato rapporto tra il valore dell'apertura e quello della corda media).
Nella sua lezione, come già nel documento che aveva scritto nel 1859 riportando i suoi primi risultati, Wenham sostenne che, mentre era necessario studiare i principi fisici del volo degli uccelli, l'idea di imitare le ali del mondo animale ai fini di costruire un aeroplano era fondamentalmente sbagliata: «Nella progettazione di una macchina volante, ogni deviazione [dalla forma delle ali reperibili in natura] è ammessa, a patto che siano tenuti bene a mente i presupposti teorici del volo.»
Un'altra idea che Wenham ebbe in quello stesso 1866, esposta nella stessa lezione e destinata a sua volta ad avere grandi influenze, fu quella di dotare i velivoli di diverse ali sovrapposte, unite tra di loro e alla navicella del propulsore da montanti e cavi, in modo da aumentare la superficie portante disponibile senza incrementare eccessivamente le dimensioni globali dell'aereo. Wenham osservò che lo strato di aria sotto l'ala di un uccello in volo è molto sottile, e ne dedusse che un modo efficiente di ottenere ali strette ma robuste con ampia superficie poteva essere quello di sovrapporre diverse superfici, creando un "multiplano" (cioè un velivolo come un biplano o un triplano ma con un numero di ali anche maggiore, fino a sei o più).
L'importanza del contenuto del discorso di Wenham fu subito riconosciuta dal presidente della Royal Aeronautical Society, il duca di Argyll; l'articolo di cui Wenham aveva dato lettura venne poi ristampato da Octave Chanute nella sua opera del 1894 Progress in Flying Machines, da James Means nell'Aeronautical Annual del 1895 e della stessa RAeS in una pubblicazione del 1910; tutte queste riedizioni dello scritto di Wenham ebbero ampia diffusione, e la loro influenza fu notevole.

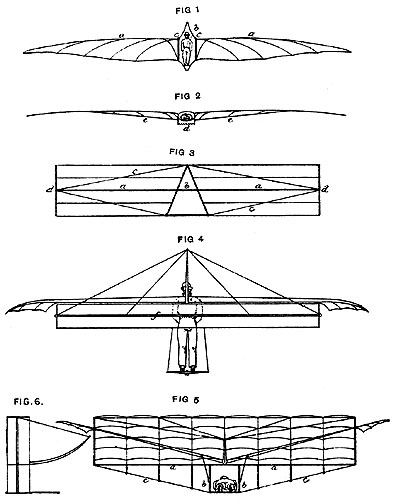
Progetti di Wenham per diverse strutture alari, 1866.

### Esperimenti pratici
Wenham non lasciò che le sue scoperte rimanessero confinate sul piano puramente teorico, e per sperimentare la validità delle sue idee costruì sia modellini che macchine a scala naturale. Un primo modello di multiplano, formato da sei strisce di carta rigida lunghe novanta centimetri e larghe circa otto, sovrapposte in modo da assomigliare, nel loro complesso, a una tenda veneziana fu provato già in quello stesso 1866: fu verificato che, in presenza di una brezza anche leggera, questo apparato generava una notevole forza verso l'alto, e che correndo con in mano il multiplano la portanza da esso generata era così elevata da rendere difficile per chi lo reggeva rimanere con i piedi a terra. Il successo di questo primo modellino spinse Wenham a costruirne un altro del tutto simile ma abbastanza grande da ospitare un pilota: questo apparato, dotato di cinque ali di 4,87 metri per 38 centimetri, prevedeva un posto per il pilota, che era collocato sdraiato in posizione prona; venne provato una sera del novembre 1866 in cui tirava un vento teso, ed effettivamente il multiplano produsse abbastanza portanza da sollevarsi da terra con il suo equipaggio. Tuttavia si rivelò estremamente instabile e, dopo essersi alzato di qualche metro, ricadde a terra fuori controllo (l'apparato alare era semidistrutto, ma il pilota non riportò danni).
La scarsa stabilità dei multiplani di Wenham era dovuta alla mancanza di una coda con un adeguato sistema di impennaggi, e al fatto che la tela delle ali non era abbastanza tesa e rigida ed era soggetta ad ampie vibrazioni causate dalla turbolenza del flusso d'aria; inoltre la posizione prona del pilota, che pure in seguito sarebbe stata scelta anche dai fratelli Wright per ridurre la resistenza aerodinamica generata dal pilota stesso, non migliorava la stabilità dei velivoli e, anzi, rendeva difficile per il pilota compensare gli sbandamenti con i movimenti istintivi del corpo.
Il progetto successivo di Wenham era ancora abbastanza simile al precedente: la struttura del complesso alare era più solida e stabile, ma la novità più interessante riguardava l'introduzione di un sistema, per quanto rudimentale, di propulsione e controllo. Il pilota aveva infatti a disposizione due alette mobili, in realtà abbastanza simili a dei remi, che azionava muovendo le gambe; in realtà il contributo alla spinta dato da questi propellers sarebbe stato trascurabile, ma essi avevano anche funzioni (molto più interessanti) legate al controllo del velivolo: venendo azionate in modo asimmetrico, infatti, esse avrebbero generato uno scompenso della portanza capace, in teoria, di far virare l'aereo.
Nemmeno questo velivolo ebbe successo nelle prove di volo, per via di problemi simili a quelli che affliggevano il modello precedente.
Nel complesso, l'importanza del lavoro di Wenham nel campo dell'aeronautica rimane legata principalmente all'ambito teorico, e le sue idee ebbero maggiore influenza delle sue realizzazioni.

### La galleria del vento
Nel corso del XVIII secolo e per la maggior parte del XIX l'unico strumento a disposizione degli studiosi per eseguire esperimenti di aerodinamica (oltre ai modelli volanti a grandezza naturale e in scala) era stato il cosiddetto "braccio rotante", inventato dal matematico inglese Benjamin Robins nella prima metà del Settecento: si trattava di uno strumento rudimentale, basato su un perno e su un braccio alla cui estremità veniva fissato un modellino del velivolo o della superficie aerodinamica da studiare; la rotazione del braccio generava un flusso d'aria relativo, ed era possibile eseguire misurazioni che non si sarebbero potute fare su un modello volante. Tuttavia il braccio rotante aveva dei gravi difetti: in primo luogo, la forza centrifuga collegata alla rotazione rendeva difficile ottenere misurazioni dinamometriche precise; e in secondo luogo il modellino, girando in tondo, metteva in movimento tutta l'aria che attraversava e finiva perciò, in sostanza, per volare attraverso la sua stessa turbolenza: questo tra le altre cose rendeva quasi impossibile misurare la velocità relativa all'aria del modello.
Sir George Cayley aveva avuto qualche successo effettuando delle misurazioni con un braccio rotante, ma verso la metà dell'Ottocento era ormai necessario qualcosa di meglio, e quel qualcosa si rivelò essere la galleria del vento. Una galleria del vento è un oggetto piuttosto semplice, formato da una sezione destinata alle prove e alle misurazioni che viene attraversata da un flusso d'aria; esso è prodotto da una ventola collocata sopravento rispetto al modellino di velivolo o di ala che deve essere testato, ed è reso il più stabile e il meno turbolento possibile tramite accorgimenti specifici. Un sistema di strumenti dinamometrici misura le forze che agiscono sulle superfici aerodinamiche di interesse, e i dati ottenuti sono in generale molto più precisi di quelli raccolti con un braccio rotante.
Wenham, dopo aver tentato con poco successo di eseguire delle misurazioni con un braccio rotante, ottenne dalla Royal Aeronautical Society i fondi per costruire un'apparecchiatura più evoluta: nacque così, nel 1871, la prima galleria del vento della storia. Essa era formata, come disse lo stesso Wenham, da «una cassa lunga 12 piedi [circa 3,65 metri] la cui sezione era un quadrato di 18 pollici [circa 45 centimetri] di lato, fatta per dirigere il flusso d'aria orizzontalmente in modo uniforme.» Un motore a vapore azionava la ventola che generava il flusso aerodinamico, il quale era incanalato fino a investire il modellino dal suddetto condotto.
Wenham misurò la portanza e la resistenza prodotte da diversi tipi di superficie con diverse forme, e ottenne risultati sorprendenti. Scoprì che, ad angoli di incidenza ridotti, il rapporto tra la portanza e la resistenza era molto alto (aggirandosi intorno a 5 a un'incidenza di 15°): questo significava che, inclinando di poco un'ala curva rispetto a un flusso d'aria, si poteva ottenere una forza verso l'alto fino a cinque volte più grande della resistenza che l'ala stessa opponeva all'avanzamento: un risultato molto più positivo rispetto a quello che era stato previsto in base alle ipotesi dell'aerodinamica newtoniana, e che sembrava rendere molto più verosimile la possibilità di costruire ali in grado di sollevare carichi importanti. Inoltre, la galleria del vento dimostrò definitivamente l'idea di Wenham per cui un elevato fattore di allungamento migliora le caratteristiche di un'ala.

## Morte ed eredità
Francis Herbert Wenham morì nel 1908, dopo aver fatto in tempo a venire a conoscenza dei successi dei fratelli Wright ed essere stato testimone della prima diffusione dell'aeroplano anche nel vecchio continente. Anche se oggi il suo nome è poco conosciuto al di fuori del campo più specialistico, l'importanza delle sue scoperte e l'influenza del suo lavoro sono universalmente riconosciute dalle fonti specializzate.
In quanto scienziato e ingegnere autorevole, le sue ricerche furono ristampate più volte ed ebbero ampia diffusione: il suo famoso articolo del 1866, che divenne ben presto un «classico», venne letto con attenzione anche da Wilbur Wright ed in effetti molte delle caratteristiche del Wright Flyer, generalmente considerato la prima macchina motorizzata più pesante dell'aria ad aver davvero volato, erano state in origine idee di Wenham.